# Kijanka i wieloryb
Kijanka i wieloryb (ang. The Tadpole and the Whale, fr. La Grenouille et la baleine) – kanadyjski film z 1988 roku w reżyserii Jean-Claude'a Lorda.

## Obsada
- Fanny Lauzier
- Denis Forest
- Marina Orsini

## Nagrody
- Golden Screen Award[1][2]

## Wersja polska
Wersja wydana na kasetach VHS z angielskim dubbingiem  i polskim lektorem.
- Dystrybutor: Vision
- Lektor: Maciej Gudowski

Źródło: